# Georg Friedrich Lölhöffel
Georg Friedrich Lölhöffel (lub Loelhoeffel) – pruski dyplomata z rodu Lölhöffel von Löwensprung (z linii insterburskiej).
W latach 1704–1717 poseł pruski w Warszawie. Podczas swego pobytu w Polsce wyrobił sobie szerokie kontakty z wieloma osobistościami, co ułatwiło pracę jego następcom. Był pruskim radcą stanu.
W 1713 roku wyróżniony przyznaniem predykatu von Löwensprung.